# Fußball-Landesliga Schleswig-Holstein 1975/76
Die Landesliga Schleswig-Holstein wurde zur Saison 1975/76 das 29. Mal ausgetragen und bildete den Unterbau der drittklassigen Oberliga Nord. Die beiden erstplatzierten Mannschaften durften an der Aufstiegsrunde zur Oberliga Nord teilnehmen. Die Mannschaften auf den beiden letzten Plätzen mussten in die Verbandsliga absteigen.

## Vereine
Im Vergleich zur Saison 1974/75 veränderte sich die Zusammensetzung der Liga folgendermaßen: Keine Mannschaft war in die Oberliga Nord auf-, während Flensburg 08, der Heider SV und der 1. FC Phönix Lübeck aus der Oberliga Nord abgestiegen waren. Die fünf Absteiger hatten die Landesliga verlassen und wurden durch die beiden Aufsteiger NTSV Strand 08 und Holsatia Kiel ersetzt, die beide erstmals in der höchsten Amateurliga Schleswig-Holsteins antraten.
| Verein              | Stadt               | Kreis                 | Qualifikation                        |
| ------------------- | ------------------- | --------------------- | ------------------------------------ |
| 1. FC Phönix Lübeck | Lübeck              |                       | Absteiger aus der Oberliga Nord      |
| Flensburg 08        | Flensburg           |                       | Absteiger aus der Oberliga Nord      |
| Heider SV           | Heide               | Dithmarschen          | Absteiger aus der Oberliga Nord      |
| VfB Lübeck          | Lübeck              |                       | Meister 1974/75                      |
| VfR Neumünster      | Neumünster          |                       | 2. Platz 1974/75                     |
| TSV Westerland      | Westerland          | Nordfriesland         | 3. Platz 1974/75                     |
| SC Comet Kiel       | Kiel                |                       | 4. Platz 1974/75                     |
| Büdelsdorfer TSV    | Büdelsdorf          | Rendsburg-Eckernförde | 5. Platz 1974/75                     |
| Rendsburger TSV     | Rendsburg           | Rendsburg-Eckernförde | 6. Platz 1974/75                     |
| FC Union Neumünster | Neumünster          |                       | 7. Platz 1974/75                     |
| BSC Brunsbüttel     | Brunsbüttel         | Dithmarschen          | 8. Platz 1974/75                     |
| TSV Schlutup        | Lübeck              |                       | 9. Platz 1974/75                     |
| Olympia Neumünster  | Neumünster          |                       | 10. Platz 1974/75                    |
| Eutin 08            | Eutin               | Ostholstein           | 11. Platz 1974/75                    |
| Holsatia Kiel       | Kiel                |                       | Aufsteiger aus der Verbandsliga Nord |
| NTSV Strand 08      | Timmendorfer Strand | Ostholstein           | Aufsteiger aus der Verbandsliga Süd  |

## Saisonverlauf
Die Meisterschaft und Teilnahme an der Aufstiegsrunde sicherte sich der VfR Neumünster. Als Zweitplatzierter durfte der Rendsburger TSV ebenfalls teilnehmen. Beide erreichten in ihrer Gruppe nicht den ersten Platz und verpassten dadurch den Aufstieg. Der TSV Schlutup musste die Landesliga nach elf Jahren wieder verlassen, der BSC Brunsbüttel nach acht Jahren.

### Tabelle
| Pl. | Verein                  | Sp. | S  | U  | N  | Tore    | Diff. | Punkte |
| --- | ----------------------- | --- | -- | -- | -- | ------- | ----- | ------ |
| 1.  | VfR Neumünster          | 30  | 17 | 9  | 4  | 060:270 | +33   | 43:17  |
| 2.  | Rendsburger TSV         | 30  | 16 | 10 | 4  | 049:250 | +24   | 42:18  |
| 3.  | VfB Lübeck (M)          | 30  | 16 | 9  | 5  | 062:270 | +35   | 41:19  |
| 4.  | 1. FC Phönix Lübeck (A) | 30  | 15 | 7  | 8  | 053:340 | +19   | 37:23  |
| 5.  | Flensburg 08 (A)        | 30  | 16 | 3  | 11 | 060:410 | +19   | 35:25  |
| 6.  | SC Comet Kiel           | 30  | 15 | 5  | 10 | 054:440 | +10   | 35:25  |
| 7.  | Büdelsdorfer TSV        | 30  | 13 | 9  | 8  | 041:390 | +2    | 35:25  |
| 8.  | NTSV Strand 08 (N)      | 30  | 11 | 11 | 8  | 047:370 | +10   | 33:27  |
| 9.  | Heider SV (A)           | 30  | 10 | 9  | 11 | 048:470 | +1    | 29:31  |
| 10. | Eutin 08                | 30  | 10 | 8  | 12 | 044:520 | −8    | 28:32  |
| 11. | TSV Westerland          | 30  | 10 | 6  | 14 | 039:410 | −2    | 26:34  |
| 12. | FC Union Neumünster     | 30  | 6  | 12 | 12 | 029:380 | −9    | 24:36  |
| 13. | Holsatia Kiel (N)       | 30  | 6  | 10 | 14 | 033:550 | −22   | 22:38  |
| 14. | Olympia Neumünster      | 30  | 6  | 8  | 16 | 026:630 | −37   | 20:40  |
| 15. | TSV Schlutup            | 30  | 6  | 5  | 19 | 025:600 | −35   | 17:43  |
| 16. | BSC Brunsbüttel         | 30  | 3  | 7  | 20 | 019:590 | −40   | 13:47  |

| (M) | Staffelsieger der Landesliga Schleswig-Holstein 1974/75    |
| (A) | Absteiger aus der Oberliga Nord 1974/75                    |
| (N) | Aufsteiger aus der Verbandsliga Schleswig-Holstein 1974/75 |